# Kamieniołom melafiru (trachyandezytu) w Rybnicy Leśnej
Kamieniołom melafiru (trachyandezytu) w Rybnicy Leśnej – czynny kamieniołom będący jednocześnie geostanowiskiem w Rybnicy Leśnej. Turyści mogą tu podziwiać widoczne na sztucznych odsłonięciach skalnych trachyandezyty (dawniej zwane melafirami).  Jest to również jedno z większych przekształceń środowiska na Dolnym Śląsku.

## Lokalizacja
Kamieniołom zlokalizowany jest w południowo-zachodniej części Polski, na południe od Wałbrzycha, we wschodniej części gminy Mieroszów, w województwie dolnośląskim. Obszar ten znajduje się w Górach Suchych, będących pasmem Gór Kamiennych, zlokalizowanych w Sudetach Środkowych. Znajduje się na zboczach wzniesień Klin (866 m n.p.m.) i Bukowiec (898 m n.p.m.).

## Kontekst geologiczny
Pasmo Gór Suchych zbudowane jest z dolnopermskich skał wulkanicznych zalegających na starszych skałach osadowych. Wydobywane w kamieniołomie trachyandezyty budują masywy od Bukowca na zachodzie po takie szczyty jak Jeleniec, Warzęcha na wschodzie. Skały te powstały w wyniku intruzji subwulkanicznej typu sillu, co oznacza, że żyła zalega zgodnie ze strukturą otoczenia. Miąższość tej wychodni skalnej wynosi 200 m a rozciągłość lateralna 5 km. Stanowią jeden z największych masywów trachyandezytowych w synklinorium śródsudeckim. Skały budujące eksploatowaną ścianę to przede wszystkim skały masywne, spękane blokowo, nieregularnie lub płytowo. Trachyandezyty wydobywane w Rybnicy Leśnej to skała o barwie ciemnoszarej ich tekstura jest drobnoziarnista, nierównoziarnista, intergranularna i masywna.

## Nazewnictwo
Nazwa "melafir" jest mało dokładna, z tego powodu w petrografii zastąpiono ją nazwą „trachyandezyt”, natomiast zwyczajowe określenie jest wciąż używane w handlu i przemyśle.

## Historia kamieniołomu
Kopalnia kamieniołomu rozpoczęła swą działalność w 1935 roku. W 2015 działalność kopalni została przerwana lecz aktualnie jest ona ponownie czynna. Kamieniołom z zakładem przeróbczym oraz składowiskiem nadkładu „Rybnica Leśna", należy do KSS Bartnica Sp. z o.o.. Złoże jest wydobywane metodą odkrywkową z użyciem materiałów wybuchowych. Jest to 9 piętrowa odkrywka, której produkcja roczna wynosi 1,7 mln ton a wielkość złoża 160 mln ton (udokumentowanie 1961 r.).  Całodobowa praca maszyn kopalni, a także transport materiału samochodami ciężarowymi i w konsekwencji niszczenie dróg było powodem sporów i niezadowolenia okolicznych mieszkańców. Eksploatacja stoków wzniesienia Bukowiec może doprowadzić do całkowitej degradacji tego szczytu. Pomimo przesłanek za zastopowaniem działalności kamieniołomu   Regionalna Dyrekcja Ochrony Środowiska we Wrocławiu (RDOŚ) wydała w 2016 roku pozwolenie na wznowienie pracy kopalni.

## Turystyka
Złoże melafiru "Rybnica I" stanowi geostanowisko, które jest zlokalizowane przy drodze z Rybnicy Leśnej prowadzącej do schroniska  PTTK "Andrzejówka", szlak turystyczny w tym miejscu oznaczony jest kolorem zielonym. Jest to sztuczne odsłonięcie skalne, które można obserwować  z drogi, jednak wejście na teren kopalni jest ograniczone ze względu działanie kopalni. Z daleka dobry widok na ścianę tego odsłonięcia skalnego widoczny jest ze szlaków prowadzących do szczytu Klin,oznaczonych kolorem niebieskim i czerwonym. Widać tu wielkogabarytowe kruszarki szczękowe, przesiewacze, przenośniki taśmowe i wiele innych sprzętów.

## Ochrona środowiska
Kamieniołom znajduje się na pograniczu Parku Krajobrazowego Sudetów Wałbrzyskich oraz objętego ochroną obszaru Natura 2000, szczyt Bukowiec stanowi granicę Parku Krajobrazowego Sudetów Wałbrzyskich natomiast szczyt Klin jest już poza granicami Parku Krajobrazowego Sudetów Wałbrzyskich.